# Charlie Weasley
Charlie Weasley (*12. prosinca 1972.) imaginaran je lik iz serije romana o Harryju Potteru. On je drugi sin Molly i Arthura Weasleyja i Billov, Percyjev, Fredov, Georgeov, Ronov i Ginnyn brat. U Harryju Potteru i Plamenom peharu za Charlieja je rečeno da ima lice koje odražava njegovu dobru narav te ima toliko pjegica da mu lice gotovo izgleda kao da je preplanulo. Charlie je, kao i Fred i George, niži i zdepastiji od Percyja i Rona koji su visoki i mršavi.
Charlie je pohađao Hogwarts od 1984. do 1991. i završio je školovanje godinu dana prije početka Harryjevog školovanja. U Hogwartsu je bio prefekt i kapetan gryffindorske metlobojske ekipe. Charlie je u ekipi igrao na mjestu tragača i Harry je na svojoj prvoj godini bio uspoređivan s njim. Iako je Oliver Wood tvrdio da je Charlie dovoljno dobar da igra za englesku reprezentaciju, on je otišao u Rumunjsku kako bi radio sa zmajevima. Hagrid tvrdi da je Charlie uvijek znao sa životinjama. Preuzeo je skrb za Hagridovu tek izleglu (ilegalnu) bebu zmaja Norberta na Harryjevoj prvoj godini, a u Harryju Potteru i Plamenom peharu je, za potrebe Tromagijskog turnira, zajedno sa svojim kolegama doveo u Hogwarts četiri rijetke vrste zmajeva. Morao je ponavljati ispit iz aparacije zato što je u prvom pokušaju promašio zadano mjesto aparacije i usput prestrašio jednu stariju ženu u bezjačkoj trgovini materijaliziravši se na nju.
Nakon drugog Voldemortovog jačanja, Charliejev je zadatak za Red feniksa bio da pokuša dobiti potporu iz inozemstva. Nije se vratio u Englesku još od Plamenog pehara. Međutim, pojavio se u sedmom i posljednjem romanu na vjenčanju Billa i Fleur,te je Billov kum.
| Prethodnik: | Tragač gryffindorske metlobojske ekipe rujan 1985. (?) - lipanj 1991. | Nasljednik:  |
| Nepoznat    | Tragač gryffindorske metlobojske ekipe rujan 1985. (?) - lipanj 1991. | Harry Potter |

| Prethodnik: | Kapetan gryffindorske metlobojske ekipe ? - lipanj 1991. | Nasljednik: |
| Nepoznat    | Kapetan gryffindorske metlobojske ekipe ? - lipanj 1991. | Oliver Wood |